# フツウのこと
『フツウのこと』は、古内東子11枚目のアルバム。2004年3月10日にFLIGHT MASTER／ポニーキャニオンからリリース（PCCA-01983）。

## 解説
レコード会社の移籍を経て発売された2年ぶりの新作。

## 収録曲
作詞・作曲:古内東子
編曲:古内東子（特記以外）・春川仁志（4,5,8,9）・河野伸（1,2,10）
ストリングス・アレンジ:村山達哉（9）
ホーンアレンジ:佐野聡
1. フツウのこと
2. スーパーマン
  - シムリー「イマージュ2004春夏」CMソング
3. 最初から
4. stay
5. weak point
「stay」のカップリング曲
6. ココロマド
7. OK,OK
8. サヨナラアイシテタヒト（album mix）
9. 僕の宇宙 （album mix）
「サヨナラアイシテタヒト」のカップリング曲。
10. 淡雪

## 参加ミュージシャン
- Drums:江口信夫
- E.Bass:松原秀樹
- A.Piano,Organ,Wurlitzer:中西康晴
- E.Piano:中西康晴、高瀬順（8）、河野伸（1,2）
- Keyboards:古内東子（3,6,7）
- E.Guitar,A.Guitar:古川昌義（1,2,3,4,5,6,8,9,10）、小沼ようすけ（7）
- Percussion:三沢またろう
- Voice:Johnnie Washington（3）
- Trumpet:小林太、西村浩二、佐々木史郎、奥村晶
- Sax:春名正治　山本拓夫（2）
- Flute:山本拓夫
- Tromborn:村田陽一、佐野聡（8）
- Strings:金原千恵子ストリングス（1,10）、村山・桐山ストリングス（9）
- Programming & Other Instruments:春川仁志（4,5,8,9）、河野伸（1,2,10）